# Керн, Анна Петровна
Анна Петровна Керн (урождённая Полторацкая, по второму мужу — Маркова-Виноградская; 11 [22] февраля 1800, Орёл — 27 мая [8 июня] 1879, Москва) — русская дворянка, в истории более всего известна ролью (вдохновительница), которую она сыграла в жизни Пушкина. Автор мемуаров.

## Биография

### Семья. Ранние годы
Родители Анны принадлежали к кругу состоятельного чиновного дворянства.
Отец — полтавский помещик и надворный советник Пётр Маркович Полторацкий, сын известного ещё в елизаветинские времена начальника придворной певческой капеллы Марка Полторацкого, женатого на богатой и властной Агафоклее Александровне Шишковой. Мать — Екатерина Ивановна, урождённая Вульф, женщина добрая, но болезненная и слабохарактерная, находилась под началом у мужа.
Вместе с родителями Анна жила в усадьбе деда с материнской стороны — орловского губернатора Ивана Петровича Вульфа, чей потомок Дмитрий Алексеевич Вульф являлся её внучатым племянником.
Позже родители с Анной переехали в уездный город Лубны Полтавской губернии.
Всё детство Анны прошло в Лубнах и в Бернове, имении, также принадлежавшем И. П. Вульфу.
Сама Анна много читала.
Девушка начала выезжать в свет и обращала на себя внимание своей красотой. Отец сам привёл в дом жениха — генерала Ермолая Фёдоровича Керна из имевшего английское происхождение дворянского рода Керн. Анне тогда не было и 17 лет, Ермолаю Фёдоровичу — 52.

### Первое замужество
8 января 1817 года состоялась свадьба девицы Анны Полторацкой и генерала Ермолая Керна.
В своём дневнике («Дневник для отдохновения» написан в основном на французском языке, адресован родственнице Анны Феодосии Полторацкой «лучшему из друзей») Анна Петровна писала: «Его невозможно любить — мне даже не дано утешения уважать его; скажу прямо — я почти ненавижу его».
Позже это выразилось и в отношении к детям от совместного с генералом брака — Анна была к ним достаточно холодна: её дочь Екатерина (род. 1818) воспитывалась в Смольном институте, дочь Анна (род. 1821) умерла в возрасте 4 лет, младшая дочь Ольга (07.07.1826—1833) прожила 7 лет.
Анне Петровне пришлось вести жизнь жены армейского генерала со сменой гарнизонов «согласно назначенью», переезжая из одного города в другой. Супруги побывали в Елисаветграде, Дерпте, Пскове, Старом Быхове, Риге. В Киеве она сближается с семьёй Раевских и говорит о них с чувством восхищения. В Дерпте её лучшими друзьями становятся Мойеры — профессор хирургии местного университета и его жена Мария — первая любовь Василия Жуковского и его муза.
Запомнилась Анне Петровне и поездка в начале 1819 года в Санкт-Петербург, где в доме своей тётки — Елизаветы Олениной — она слышала Ивана Крылова и где впервые встретила Александра Пушкина.
В 1819 году в жизни Анны мелькнул некий офицер Егерского полка, которого она в дневнике называла то L’Eglontine (Шиповник), то Immortelle (Бессмертник). Потом у неё завязался роман с местным помещиком Аркадием Гавриловичем Родзянко.
В июне 1825 года Анна приехала в Тригорское, имение своей тётушки (жены брата матери), Прасковьи Александровны Осиповой, где вновь повстречалась с Пушкиным, отбывавшим ссылку в соседнем имении Михайловское.
В июле Осипова увезла Керн и своих дочерей Анну и Евпраксию в Ригу, где служил муж Анны Петровны. В Риге между Анной Керн и Алексеем Вульфом начался роман (Вульф позднее также ухаживал за её сестрой Лизой Полторацкой).
В мае 1827 года Анна Керн окончательно перебралась в Санкт-Петербург, навсегда расставшись с ненавистным мужем и похоронив свою репутацию приличной женщины. В «светском обществе» генеральша Керн приобрела статус отверженной. Впрочем, это не мешало Анне продолжать любить и влюбляться.
В дальнейшей своей жизни Керн была близка к семье барона А. А. Дельвига, к Д. В. Веневитинову, С. А. Соболевскому, А. Д. Илличевскому, А. В. Никитенко, М. И. Глинке (Михаил Иванович написал прекрасную музыку к стихотворению «Я помню чудное мгновенье», но посвятил его уже Екатерине Керн — дочери Анны Петровны), Ф. И. Тютчеву, И. С. Тургеневу. Её многочисленные романы не мешали связи с Алексеем Вульфом, длившейся около 4 лет.
В 1836 году, в возрасте 36 лет, Анна Керн снова влюбилась — и это оказалось настоящей любовью. Её избранником стал 16-летний кадет Первого Петербургского кадетского корпуса, её же троюродный брат Саша Марков-Виноградский. Анна совсем прекратила появляться в обществе и стала вести тихую семейную жизнь. Через 3 года родила сына, которого назвала Александром. Всё это происходило вне брака.
В начале 1841 года старый генерал Керн умер. Анна Петровна стала свободной.

### Второе замужество

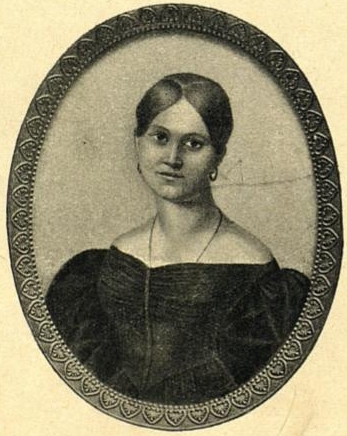
А. П. Керн в 1840-х годах

Анне, как генеральской вдове, полагалась приличная пенсия, но 25 июля 1842 года она официально венчается с Александром, и теперь её фамилия — Маркова-Виноградская. С этого момента она уже не может претендовать на пенсию, и им приходится жить весьма скромно. В это время у Анны заподозрили туберкулёз, и чтобы вылечить её и как-то свести концы с концами, им приходится многие годы прожить в городке Сосница Черниговской губернии — в доме деда Анны Петровны.
В 1855 году Александру Васильевичу удаётся получить место в Санкт-Петербурге, сначала в семье князя С. А. Долгорукова, а затем столоначальника в департаменте уделов. Было тяжело, Анна Петровна подрабатывала переводами, но их союз оставался нерушимым до самой смерти.
В ноябре 1865 года Александр Васильевич вышел в отставку с чином коллежского асессора и маленькой пенсией, и Марковы-Виноградские покинули Санкт-Петербург. Жили то здесь, то там, их преследовала ужасающая бедность. В силу нужды Анна Петровна вынуждена была продать свои сокровища — письма Пушкина, по 5 рублей за штуку.
28 января 1879 года в Прямухине скончался Александр Васильевич Марков-Виноградский («от рака желудка в страшных болях», в метрической записи о смерти указано, что от чахотки).
27 мая 1879 года в Москве (туда её перевёз сын) умерла и сама Анна Петровна, в «меблированных комнатах», на углу Грузинской и Тверской улиц.
Анна Петровна похоронена на погосте возле старой каменной церкви в деревне Прутня, что в 6 километрах от Торжка — дожди размыли дорогу и не позволили доставить гроб на кладбище, «к мужу». Существует мнение о том, что могила в Прутне — кенотаф, но захоронение и надгробный камень подлинные.
Через 100 лет в Риге у бывшей церкви был поставлен скромный памятник Анне Петровне (скульптор Оярс Брегис) с надписью на латышском языке.

## Отношения с А. С. Пушкиным

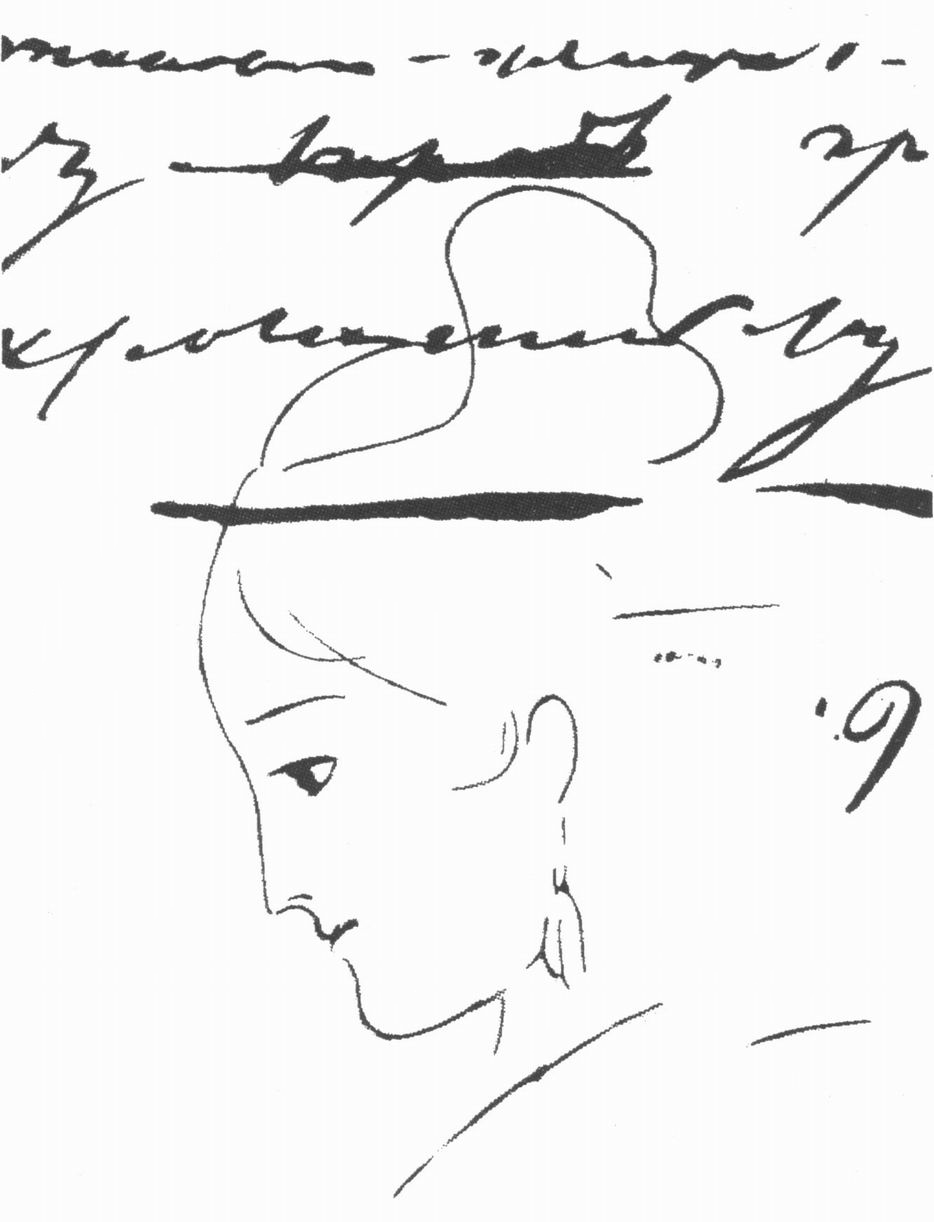
Анна Керн.
Рисунок Пушкина. 1829

С Пушкиным Анна Петровна впервые встретилась в 1819 году в петербургском доме своей тётки Елизаветы Олениной. Впечатления на неё тогда он не произвёл, даже показался грубоватым.
Однако после того, как Родзянко познакомил Анну с творчеством Пушкина, её отношение к нему изменилось.
От его поэзии она была в восторге.
Следующая встреча Анны Керн с Пушкиным случилась в июне 1825 года, когда она приехала в Тригорское. Керн в то время увлекалась приятелем поэта (и сыном Осиповой, своим двоюродным братом) Алексеем Вульфом.
Впрочем, кокетничала она и с соседом Вульфов — помещиком Рокотовым.

В Тригорском Пушкин, согласно устоявшейся романтической легенде, вручил Керн посвящённое ей знаменитое стихотворение-мадригал «К***» («Я помню чу́дное мгновенье…»), в котором охарактеризовал её как «гений чистой красоты», процитировав одно из стихотворений Жуковского. На самом деле, согласно дневникам самой Керн, Пушкин всего лишь отдал ей экземпляр второй главы «Онегина», в котором лежал, видимо, забытый им листок со стихотворением. Пушкин пристально посмотрел на даму, выхватил у неё листок со стихами и не хотел возвращать. Мадам Керн была совершенно не тем типажом, который мог вдохновить поэта на эти блистательные строки. Полагают, что они посвящены императрице Елизавете Алексеевне, в которую Пушкин был тайно влюблён ещё с лицейской поры.
Перед отъездом в Ригу, куда Осипова увезла Керн и своих дочерей, Анна Петровна разрешила Пушкину писать ей. Письма Пушкина к Керн на французском языке сохранились; они скорее пародийны и ироничны, чем отмечены каким-либо серьёзным чувством. Вновь Анна Керн и Пушкин встретились через 2 года в Санкт-Петербурге. Добившись, наконец, её благосклонности, Пушкин между делом упомянул об этом в феврале 1828 года в письме к своему другу Сергею Соболевскому: «M-me Kern <…> с помощию божией я на днях <уеб>».

Ещё раньше, в письме к Алексею Вульфу от 7 мая 1826 года, Пушкин называет Анну Керн «наша вавилонская блудница Анна Петровна».
Ироничное отношение к генеральше Анне Керн поэт сохранил до конца своей жизни.
Она удостоилась лишь второго столбца «Донжуанского списка Пушкина», в котором, по мнению Викентия Вересаева, названы женщины, которыми он был лишь увлечён, не более того.
В 1830-е годы, когда Пушкин уже был женат на Наталье Гончаровой, Анна Петровна обратилась к нему за помощью — пристроить её перевод книги Жорж Санд издателю Александру Смирдину.
Поэт отреагировал весьма резко:
Ты мне переслала записку от M-me Kern; дура вздумала переводить Занда и просит, чтоб я сосводничал её со Смирдиным. Чёрт побери их обоих! Я поручил Анне Николаевне отвечать ей за меня, что если перевод её будет так же верен, как она сама верный список с M-me Sand, то успех её несомнителен…
Впрочем, у Керн остались хорошие отношения с семьёй Пушкиных — она по-прежнему навещала Надежду Осиповну и Сергея Львовича Пушкиных, «„Льва“, которому я вскружила голову», и конечно же, с Ольгой Сергеевной Пушкиной (Павлищевой), «наперсницей в сердечных делах» (в её честь Анна назовёт свою младшую дочь Ольгой).
Существует легенда о последней «встрече» Анны Петровны с Пушкиным.
Якобы когда траурная процессия с её гробом проезжала по Тверскому бульвару, на нём как раз устанавливали знаменитый памятник знаменитому поэту. В другом варианте — повстречалась с памятником Пушкину, который ввозили в Москву, на Тверском тракте. Именно в этом варианте она отражена в стихотворениях Георгия Шенгели «Встреча» и Павла Антокольского «Баллада о чудном мгновении».

Памятный камень с пушкинской строкой «Я помню чу́дное мгновенье…»
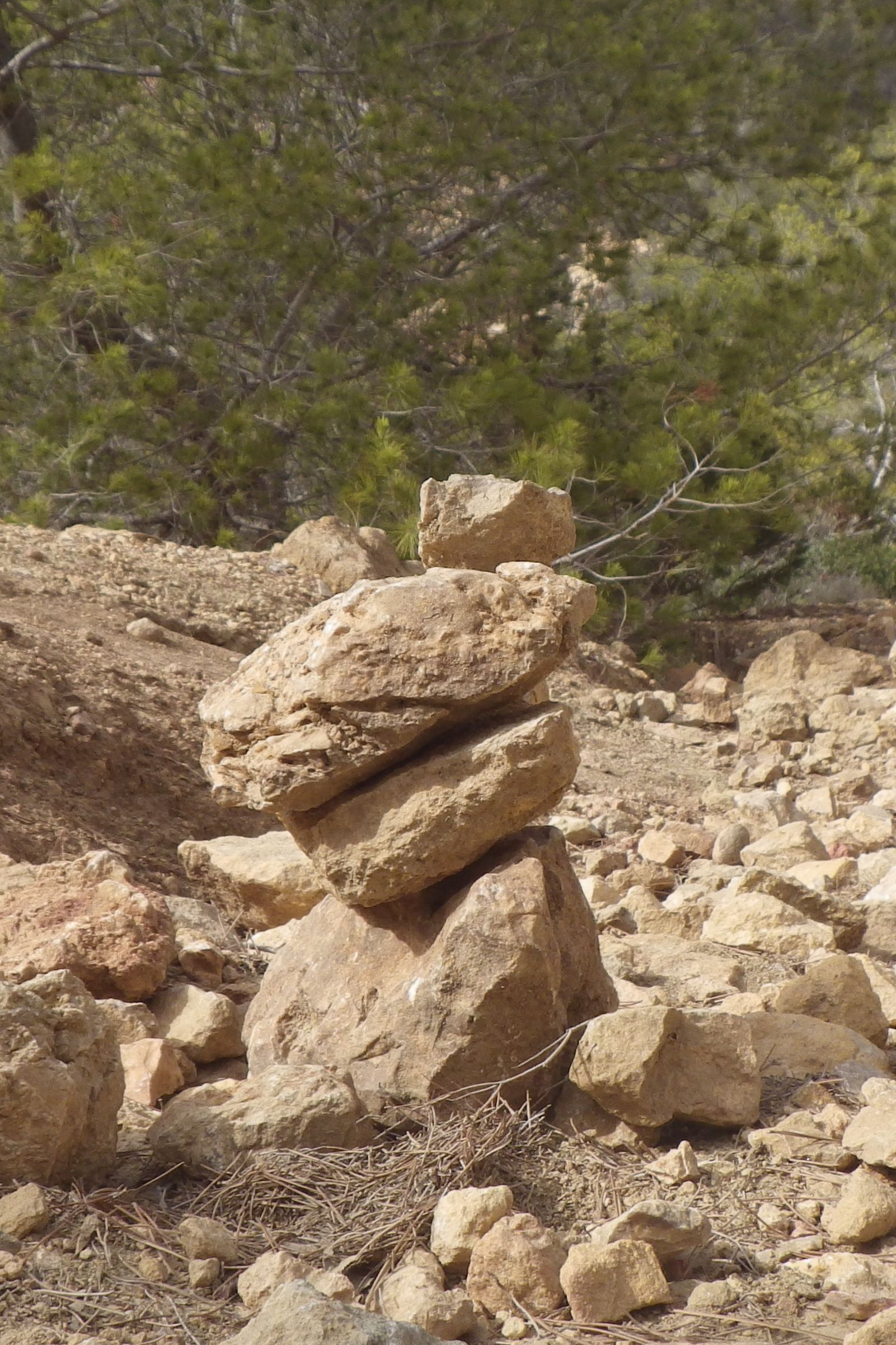
Бюст Анны Керн у зала «Ave Sol», Рига
Символическая могила Анны Керн

## В культуре

### Художественная литература
- Юрий Нагибин «У Крестовского перевоза»
- Иван Новиков «Пушкин в Михайловском» (1936)
- Владимир Тихонов «Чудное мгновенье»
- Михаил Казовский «Озарённые романсом» — историческая повесть, где А. П. Керн — одна из главных героинь («Подвиг», 2017).

### Кино
- Кира Головко — «Глинка» (1946)

## Труды
- Керн А. П. «Воспоминания о Пушкине» («Библиотека для Чтения», 1859, № 4, перепечатано в сборнике Л. Н. Майкова; «Пушкин», Санкт-Петербург, 1899);
- Керн А. П. «Воспоминания о Пушкине, Дельвиге и Глинке» («Семейные Вечера», 1864, № 10; перепечатано с дополнениями, в сборнике «Пушкин и его современники», выпуск V, 1907);
- Керн А. П. Воспоминания о Пушкине / А. П. Керн; [авт. предисл., сост.: А. М. Гордин; худ. Ю. Ф. Алексеева]. — Москва : Советская Россия, 1988. — 414, [2] с.: ил., орнаменты + [8] л.;
- Керн А. П. Воспоминания Анны Петровны Керн. Три встречи с императором Александром Павловичем. 1817—1820 гг. // Русская старина, 1870. — Т. 1. — Изд. 3-е. — Спб., 1875 — С. 230—243. Архивная копия от 3 ноября 2011 на Wayback Machine;
- Керн А. П. «Сто лет назад» (журнал «Радуга», 1884, № 18 − 19, 22, 24 и 25; перепечатано, под заглавием: «Из воспоминаний о моём детстве», в «Русском Архиве» 1884, № 6);
- Керн А. П. «Дневник» (1861 г.; в «Минувших годах», 1908, № 10). — См. статью Б. Л. Модзалевского в собрании сочинений Пушкина, под редакцией С. А. Венгерова (том III, 1909).
- Керн А. П. Воспоминания. Дневники. Переписка. — М. : Правда, 1989.